# Альтернативний банк Швейцарії
Альтернативний Банк Швейцарії (АБШ) — це банк, орієнтований на стабільність, заснований у Ольтені, кантон Золотурн, Швейцарія.
Він розташований на колишньому місці Вальтер Верлаг. Його мета, очевидно, полягає не в збільшенні прибутку, а в просуванні соціальних або екологічних підприємств та проектів.

## Історія та орієнтація
Альтернативний Банк Швейцарії (АБШ) це банк для тих, хто хоче знати що відбувається з їхніми грошима. Був заснований у 1990 році кількома організаціями, союзом різних благодійних організацій, серед яких Грінпіс Швейцарія та Всесвітній фонд природи (WWF), а також ініційована Erklärung von Bern (EvB, перейменована в «Public Eye» у 2016 році). З 1990 року АБШ перетворилася з альтернативної операції з кількома людьми до ієрархічно структурованої компанії з департаментами та наглядачами. Банку також доводилося прощатися з ідеалами, тому що він не міг підтримувати людей, які не отримують грошей, просто тому, що вони мають «добру тотологічну думку». Як і кілька років тому, деякі кооперативні підприємства стали банкрутськими після заснування, це було відрадно для співробітників банку. АБШ пережила цей безлад, не прощаючись з їх основними цінностями. Незважаючи на це, частка АБШ в сучасному банківському середовищі постійно набирала значущості, тому стійкість також виражається у стійкому зростанні.
Тим не менш, протягом багатьох років АБШ висунув кілька суворих вимог. Тому вони не хотіли надавати кредити на одноповерхові будинки, але наприкінці 1990-х років вони мусили, бо інакше вони б втратили клієнтів. Для того, щоб виконати свої основні цілі, АБШ впровадив приватний рейтинг нерухомості, в результаті чого були вигідні позики для соціальних та екологічних будівель.

## Інвестиційна стратегія
Інвестування грошей своїх клієнтів вимагає складних етичних рішень для АБШ: які акції слід купувати, які назви нормальні, які ні? Економіст Мартін Рохнер, колишній директор Фонду Макса Хавелаара (Швейцарія), був директором АБШ з 2012 року. АБШ має «зелені та червоні списки» для своєї інвестиційної стратегії, в тому числі компанії, що займаються зброєю, ядерною промисловістю, або які заробляють гроші генною технологією, а також порно індустрією в цілому. Наприклад, корпорації, які виробляють екологічно чисті автомобілі або фармацевтична компанія, яка використовує генну інженерію, але в той же час надає доступні медикаментам для бідних, класифікуються за допомогою великого списку, який включає: критерії прийнятості, критерії виключення та позитивні критерії. АБШ не публікує свій рейтинговий список, але для клієнтів він доступний. Сьогодні, після того, як АБШ служила моделлю з 1990-х років, майже всі банки пропонують так звані стійкі, етичні фонди. Проте для етичних стандартів АБШ це набагато більше, ніж просто маркетингова стратегія. Вона використовує потрійний принцип «Люди-планета-прибуток», тобто ідеологія, яка означає суворе дотримання того, що економіка — це засіб до кінця, а не для отримання високих прибутків. Банки повинні задовольняти потреби людей, не руйнуючи світ.

## Мікрофінансування
У березні 2009 року одинадцять етичних банків створили глобальний альянс, спрямований на зміцнення альтернатив традиційній фінансовій моделі, що розгоріла кризу. Нова мережа була запущена в Нідерландах, а АБШ була членом-засновником Глобального альянсу з банківської справи щодо цінностей. Члени цієї групи також включають Бангладеш (BRAC Bank), Перу (Mibanco), США (корпорація ShoreBank), Німеччину (GLS Bank), Монголію (XacBank), що включає, з 2009 року, близько 12 000 мільйонів активів швейцарських франків та 7 мільйонів клієнтів у 20 країнах та формує Глобальний Альянс. Його цілі включають солідарне економічне співробітництво, довгострокові дії та відповідальний дохід.
АБШ пропонує своїм клієнтам банківський рахунок для підтримки мікрофінансування, так званого Oikocredit-Förderkonto у співпраці з міжнародними партнерами. Щоб надати цей рахунок, у листопаді 2016 року Нідерландська компанія Oikocredit оголосила про партнерство з АБШ. Таким чином, Oikocredit фінансує партнерські організації в більш ніж 70 країнах та країнах, що розвиваються. Вони, наприклад, надають невеликі позики жінкам для створення самостійної роботи або кредитів для малих підприємств. АБШ сприяє сталому розвитку та гарантує залишки на рахунку просування в тій же мірі, що й на ощадному рахунку.

## Негативні процентні ставки
АБШ був першим банком у Швейцарії, який запровадив негативні відсоткові ставки за активами на рахунках своїх клієнтів у роздрібному банківському секторі: з 1 січня 2016 року вони повинні платити 0,125 % на звичайних рахунках для приватних платежів. АБШ відреагувала на запровадження негативних процентних ставок з боку Національного банку Швейцарії, і з 1 квітня 2015 року АБШ на даний момент більше не сплачує відсотків по всіх розрахункових рахунках. З кінця січня 2015 року швейцарські банки мають сплатити свої депозити Національному банку (SNB) процентну ставку 0,75 %.

## Економіка та організація
Бухгалтерський баланс збільшився до 2012 р. на 10 % до 1120 млн. Швейцарських франків. Прибуток збільшився на 55 % до майже 6 мільйонів швейцарських франків у 2012 році. З 2014 року 90 працівників обслуговують близько 33224 покупців. Таким чином, у національному порівнянні АБШ є невеликим банком; у порівнянні з цим, банк Райффайзен має загальну вартість 15,5 мільйонів франків, 3,5 мільйона клієнтів та близько 8 тисяч працівників. 44 % управлінських посад в АБШ укомплектовані жінками, що є надзвичайно високим показником у Швейцарії.
АБШ організовано як Aktiengesellschaft відповідно до швейцарського законодавства. Спочатку засновники планували організувати банк як кооператив, але Швейцарський орган фінансового ринку не дозволив відкривати новий кооперативний банк. Насправді цей юридичний недолік дозволяє АБШ легше знаходити нових акціонерів, оскільки вартість власників акцій може простіше продаватися новим власникам у порівнянні з планованими акціями кооперативу. Таким чином, АБШ також може присудити скромні дивіденди.